# Louis Ansermier
Louis Ansermier war ein Schweizer Hersteller von Automobilen.

## Unternehmensgeschichte
Louis Ansermier war Inhaber der Sporting Garage in Genf. Er vertrieb Fahrzeuge von Darracq und Renault. 1906 präsentierte er auf dem zweiten Genfer Auto-Salon ein selbst entwickeltes Automobil. Der Markenname lautete Ansermier. Im gleichen Jahr endete die Produktion. Insgesamt entstanden nur eine Handvoll Fahrzeuge.

## Fahrzeuge
Das einzige Modell 8 CV war ein Kleinwagen. Für den Antrieb sorgte ein Einzylindermotor von De Dion-Bouton mit 8 PS Leistung. Der Motor war vorne im Fahrzeug montiert und trieb über eine Kardanwelle die Hinterachse an. Das Getriebe verfügte über drei Gänge. Die offene Karosserie bot Platz für zwei Personen.